# Maurice Huet
Maurice Fernand Huet (Párizs 18. kerülete, 1918. december 1. – Tours, 1991. június 8.) olimpiai bajnok francia párbajtőrvívó.